# Bulgarosoma superficiei
Bulgarosoma superficiei är en mångfotingart som beskrevs av Pius Strasser 1975. Bulgarosoma superficiei ingår i släktet Bulgarosoma och familjen Anthroleucosomatidae. Inga underarter finns listade i Catalogue of Life.